# Convocazioni all'European League femminile 2009
Elenco delle giocatrici convocate per l'European League 2009.

## Bulgaria
| N° | Nome                | Ruolo | Data di nascita   | Squadra            |
| -- | ------------------- | ----- | ----------------- | ------------------ |
| -  | Dragan Nešić        | All   | 31 luglio 1970    | Giannino Pieralisi |
| 3  | Tanja Săbkova       | S     | 10 giugno 1988    | -                  |
| 4  | Evelina Cvetanova   | P     | 22 aprile 1974    | Anorthōsīs         |
| 6  | Cvetelina Zarkova   | C     | 18 dicembre 1986  | Vilsbiburg         |
| 7  | Gabriela Koeva      | C     | 25 luglio 1989    | CSKA Sofia         |
| 8  | Eva Janeva          | S     | 31 luglio 1987    | RC Cannes          |
| 9  | Ljubka Debărlieva   | P     | 21 settembre 1980 | Metal Galați       |
| 10 | Radosveta Teneva    | S     | 21 novembre 1980  | -                  |
| 11 | Radostina Chitigoi  | S     | 3 settembre 1978  | -                  |
| 13 | Marija Filipova     | L     | 10 settembre 1982 | Metal Galați       |
| 14 | Elena Koleva        | S/O   | 1º dicembre 1977  | -                  |
| 17 | Strašimira Filipova | C     | 18 agosto 1985    | RC Cannes          |
| 18 | Ilijana Petkova     | C     | 10 novembre 1977  | Castellana Grotte  |
| -  | Desislava Goranova  | S     | 14 settembre 1980 | USSP Albi          |
| -  | Diana Nenova        | P     | 16 aprile 1985    | -                  |
| -  | Kremena Kamenova    | S     | 21 maggio 1988    | -                  |
| -  | Marija Karakaševa   | S     | 27 ottobre 1988   | CSKA Sofia         |
| -  | Polina Stojneva     | S/O   | 2 settembre 1989  | Levski Sofia       |
| -  | Dobriana Rabadžieva | S     | 14 giugno 1991    | -                  |
| -  | Elica Vasileva      | S     | 13 maggio 1990    | Esperia            |
| -  | Kristina Jordanska  | C     | 30 settembre 1988 | -                  |

## Francia
| N° | Nome                | Ruolo | Data di nascita   | Squadra              |
| -- | ------------------- | ----- | ----------------- | -------------------- |
| -  | Fabrice Vial        | All   | 18 aprile 1969    | -                    |
| 1  | Myriam Kloster      | C     | 4 agosto 1989     | ASPTT Mulhouse       |
| 4  | Christina Bauer     | C     | 1º gennaio 1988   | ASPTT Mulhouse       |
| 5  | Nassira Camara      | S/O   | 28 giugno 1983    | Le Cannet            |
| 6  | Amandine Mauricette | S     | 1º giugno 1985    | Venelles             |
| 8  | Pauline Soullard    | C     | 24 aprile 1985    | La Rochette          |
| 9  | Anna Rybaczewski    | S     | 23 marzo 1982     | ASPTT Mulhouse       |
| 10 | Stéphanie Volle     | P     | 10 maggio 1979    | Fischbek             |
| 11 | Armelle Faesch      | P     | 26 dicembre 1981  | ASPTT Mulhouse       |
| 12 | Déborah Ortschitt   | L     | 10 giugno 1987    | ASPTT Mulhouse       |
| 13 | Alexia Djilali      | S     | 27 ottobre 1987   | ASPTT Mulhouse       |
| 14 | Séverine Liénard    | S     | 19 febbraio 1979  | Fischbek             |
| 20 | Maëva Orlé          | C     | 8 maggio 1991     | IFVB                 |
| -  | Marielle Bousquet   | L     | 5 aprile 1985     | SF Paris Saint-Cloud |
| -  | Sophie Péron        | L     | 11 maggio 1989    | Calais               |
| -  | Hélène Schleck      | S     | 31 maggio 1986    | USSP Albi            |
| -  | Mallory Steux       | P     | 24 ottobre 1988   | Villebon             |
| -  | Tetet Dembele       | C     | 13 settembre 1989 | Villebon             |
| -  | Leslie Turiaf       | S     | 15 maggio 1986    | RC Cannes            |

## Grecia
| N° | Nome                      | Ruolo | Data di nascita   | Squadra           |
| -- | ------------------------- | ----- | ----------------- | ----------------- |
| -  | Georgios Oikonomidis      | All   | -                 | -                 |
| 2  | Anna Karpouza             | P     | 9 gennaio 1990    | -                 |
| 3  | Ourania Gkouzou           | C     | 25 gennaio 1981   | -                 |
| 5  | Nikī Mouzakī              | -     | 10 gennaio 1990   | -                 |
| 10 | Iōanna Vlachou            | L     | 14 maggio 1981    | Olympiakos        |
| 11 | Sofia Drougka             | P     | 28 gennaio 1981   | Markopoulo        |
| 13 | Vaia Dirva                | C     | 22 aprile 1977    | -                 |
| 16 | Foteini Papageorgiou      | S     | 16 febbraio 1981  | Panathīnaïkos     |
| 19 | Elenī Christodoulou       | P     | 10 aprile 1988    | -                 |
| 21 | Chrysoula Paraskevopoulou | -     | 25 maggio 1986    | -                 |
| 22 | Anna Kavatha              | C     | 15 dicembre 1987  | Markopoulo        |
| 23 | Ourania Geōrgakopoulou    | -     | 24 gennaio 1979   | -                 |
| 25 | Stylianī Christodoulou    | P     | 19 luglio 1991    | -                 |
| -  | Evaggelia Chantava        | S/O   | 26 ottobre 1990   | Īraklīs Salonicco |
| -  | Maria Chatzīnikolaou      | C     | 30 settembre 1978 | Olympiakos        |
| -  | Euaggelia Chrīstou        | -     | 7 ottobre 1987    | -                 |
| -  | Marina Kalaintzieva       | -     | 24 gennaio 1979   | Olympiakos        |
| -  | Elenī Kiosī               | S     | 27 febbraio 1985  | Īraklīs Salonicco |
| -  | Evaggelia Kiriakidou      | -     | 27 luglio 1981    | -                 |
| -  | Nikoletta Koutouxidou     | P     | 10 gennaio 1980   | Panathīnaïkos     |
| -  | Xanthī Mylōna             | L     | 27 maggio 1980    | Panathīnaïkos     |
| -  | Areti Teza                | -     | 3 aprile 1980     | -                 |
| -  | Geōrgia Tzanakakī         | C     | 1º dicembre 1980  | Panathīnaïkos     |
| -  | Charikleia Savvidou       | -     | 17 maggio 1990    | Olympiakos        |
| -  | Panagiōta Gkiouzelī       | S     | 17 marzo 1990     | -                 |

## Serbia
| N° | Nome                | Ruolo | Data di nascita  | Squadra            |
| -- | ------------------- | ----- | ---------------- | ------------------ |
| -  | Zoran Kovacić       | All   | -                | -                  |
| 4  | Bojana Živković     | P     | 29 marzo 1988    | Stella Rossa       |
| 7  | Brižitka Molnar     | S     | 28 luglio 1985   | Metal Galați       |
| 12 | Aleksandra Petrović | C     | 1º luglio 1987   | Poštar             |
| 14 | Nađa Ninković       | C     | 1º novembre 1991 | Stella Rossa       |
| 15 | Sanja Malagurski    | S/O   | 8 giugno 1990    | Metal Galați       |
| 18 | Nina Rosić          | L     | 5 maggio 1990    | Stella Rossa       |
| 20 | Andjelka Pantović   | S/O   | 25 aprile 1990   | Poštar             |
| 21 | Nataša Ševarika     | S     | 27 gennaio 1988  | Stella Rossa       |
| 22 | Tijana Malešević    | S     | 18 marzo 1991    | Jedinstvo Užice    |
| 23 | Marija Pucarević    | P     | 20 agosto 1990   | Poštar             |
| 24 | Olivera Medić       | -     | 11 dicembre 1990 | Spartak Subotica   |
| -  | Ana Antonijević     | P     | 26 agosto 1987   | Poštar             |
| -  | Sanja Bursać        | S     | 10 gennaio 1980  | Poštar             |
| -  | Nataša Krsmanović   | C     | 19 giugno 1985   | Galatasaray        |
| -  | Jasna Majstorović   | S     | 23 aprile 1984   | Poštar             |
| -  | Jelena Nikolić      | S     | 13 aprile 1982   | VakıfBank          |
| -  | Maja Ognjenović     | P     | 6 agosto 1984    | Giannino Pieralisi |
| -  | Silvija Popović     | L     | 15 marzo 1986    | Poštar             |
| -  | Milena Rašić        | C     | 25 ottobre 1990  | Dinamo Pančevo     |
| -  | Stefana Veljković   | C     | 9 gennaio 1990   | Stella Rossa       |
| -  | Jovana Vesović      | S     | 21 giugno 1987   | Poštar             |

## Spagna
| N° | Nome               | Ruolo | Data di nascita  | Squadra        |
| -- | ------------------ | ----- | ---------------- | -------------- |
| -  | Gido Vermulen      | All   | -                | -              |
| 1  | Elena García       | C     | 12 agosto 1979   | Donoratico     |
| 4  | Ana Ramírez        | L     | 4 novembre 1981  | Diego Porcelos |
| 5  | Romina Lamas       | P     | 29 agosto 1978   | CAV Murcia     |
| 7  | Amaranta Fernández | C     | 11 agosto 1983   | Santeramo      |
| 8  | Yasmina Hernández  | S/O   | 24 aprile 1984   | Tenerife       |
| 9  | Patricia Aranda    | P     | 27 giugno 1979   | Diego Porcelos |
| 11 | Diana Sánchez      | S     | 7 marzo 1977     | Albacete       |
| 12 | Lucía Paraja       | C     | 10 febbraio 1983 | Tenerife       |
| 13 | Silvia Fernández   | S     | 21 marzo 1979    | Sanse          |
| 14 | Noelia Sánchez     | S     | 15 febbraio 1982 | -              |
| 16 | Sara González      | C     | 16 novembre 1984 | Diego Porcelos |
| 17 | Arkía El-Ammari    | S     | 9 ottobre 1976   | Tenerife       |
| -  | Ana Correa         | C     | 19 gennaio 1985  | Aguere         |
| -  | Elena Esteban      | L     | 13 giugno 1982   | Ciutadella     |
| -  | Maria José Garrido | S     | 8 settembre 1981 | -              |
| -  | Sara Pérez         | P     | 29 novembre 1980 | Albacete       |
| -  | Nira Pérez         | L     | 1º novembre 1984 | Aguere         |
| -  | Lorena Weber       | S     | 28 giugno 1983   | Palma Volley   |
| -  | Diana Castaño      | L     | 5 aprile 1983    | CAV Murcia     |
| -  | Mireya Delgado     | S     | 5 novembre 1991  | CAEP Soria     |

## Regno Unito
| N° | Nome             | Ruolo | Data di nascita  | Squadra  |
| -- | ---------------- | ----- | ---------------- | -------- |
| -  | Audrey Cooper    | All   | -                | -        |
| 1  | Jennifer Thom    | S     | 6 ottobre 1983   | -        |
| 2  | Lucy Wicks       | P     | 20 marzo 1982    | -        |
| 3  | Nichola Osborne  | C     | 5 luglio 1984    | -        |
| 4  | Rachel Laybourne | S     | 19 maggio 1982   | -        |
| 6  | Jennifer Taylor  | S     | 16 agosto 1980   | -        |
| 7  | Maria Bertelli   | L     | 6 ottobre 1977   | -        |
| 8  | Rachel Bragg     | S     | 11 dicembre 1984 | -        |
| 9  | Joanne Morgan    | P     | 7 ottobre 1983   | -        |
| 10 | Lynne Beattie    | S     | 23 dicembre 1985 | -        |
| 12 | Elizabeth Reid   | C     | 21 febbraio 1989 | -        |
| 16 | Janine Sandell   | S     | 7 dicembre 1985  | Albacete |
| 18 | Grace Carter     | C     | 10 agosto 1989   | -        |
| -  | Stacey O'Connor  | C     | 25 gennaio 1983  | -        |

## Romania
| N° | Nome                   | Ruolo | Data di nascita  | Squadra           |
| -- | ---------------------- | ----- | ---------------- | ----------------- |
| -  | Bogdan Paul            | All   | -                | -                 |
| 1  | Claudia Gavrilescu     | C     | 17 dicembre 1980 | -                 |
| 3  | Ioana Pristavu         | L     | 2 ottobre 1986   | -                 |
| 7  | Elena Zaharia          | S     | 7 gennaio 1985   | Piatra Neamț      |
| 9  | Georgiana Faleş        | C     | 4 febbraio 1986  | Știința Bacău     |
| 11 | Alina Albu             | C     | 6 settembre 1983 | Metal Galați      |
| 12 | Nneka Onyejekwe        | C     | 18 agosto 1989   | Metal Galați      |
| 17 | Daiana Mureșan         | S/O   | 6 luglio 1990    | Metal Galați      |
| 18 | Sabina Miclea          | P     | 4 dicembre 1990  | Metal Galați      |
| 19 | Roxana Iosef           | S     | 19 agosto 1988   | Știința Bacău     |
| 20 | Alexandra Trică        | S     | 21 ottobre 1985  | Metal Galați      |
| 24 | Irina Radu             | S     | 17 febbraio 1983 | Dinamo Bucarest   |
| 25 | Adina Salaoru          | S/O   | 5 agosto 1989    | Târgu Mureș       |
| -  | Alexdrandra Kapelovies | P     | 12 ottobre 1989  | Terville Florange |
| -  | Andreea Niţulescu      | -     | 10 aprile 1987   | Știința Bacău     |
| -  | Adina Stanciu          | S/O   | 17 dicembre 1986 | Piatra Neamț      |

## Turchia
| N° | Nome                 | Ruolo | Data di nascita  | Squadra       |
| -- | -------------------- | ----- | ---------------- | ------------- |
| -  | Alessandro Chiappini | All   | 31 gennaio 1969  | -             |
| 1  | Pelin Çelik          | P     | 23 maggio 1982   | Karşıyaka     |
| 2  | Gülden Kayalar       | L     | 5 dicembre 1980  | Eczacıbaşı    |
| 3  | Nihan Yeldan         | L     | 7 febbraio 1982  | VakıfBank GS  |
| 7  | Duygu Bal            | C     | 25 marzo 1987    | VakıfBank GS  |
| 9  | Deniz Hakyemez       | S     | 3 febbraio 1983  | VakıfBank GS  |
| 10 | Gözde Kırdar         | S     | 26 giugno 1985   | VakıfBank GS  |
| 11 | Naz Aydemir          | P     | 14 agosto 1990   | Eczacıbaşı    |
| 12 | Esra Gümüş           | C     | 2 ottobre 1982   | Eczacıbaşı    |
| 14 | Eda Erdem            | C     | 22 febbraio 1987 | Fenerbahçe    |
| 16 | İpek Soroğlu         | C     | 12 marzo 1985    | Beşiktaş      |
| 17 | Neslihan Demir       | S/O   | 9 dicembre 1983  | VakıfBank GS  |
| 19 | Seda Tokatlıoğlu     | S     | 22 giugno 1986   | Fenerbahçe    |
| -  | Seray Altay          | S/O   | 28 agosto 1987   | Galatasaray   |
| -  | Meryem Boz           | S     | 3 febbraio 1988  | İller Bankası |
| -  | Gökçen Denkel        | C     | 2 agosto 1985    | Eczacıbaşı    |
| -  | Neriman Özsoy        | S     | 13 luglio 1988   | Eczacıbaşı    |
| -  | Bahar Toksoy         | C     | 6 febbraio 1988  | VakıfBank GS  |
| -  | Neşve Büyükbayram    | C     | 1º gennaio 1990  | Eczacıbaşı    |
| -  | Büşra Cansu          | S     | 16 luglio 1990   | Eczacıbaşı    |
| -  | Serpil Ersarı        | L     | 28 febbraio 1990 | -             |
| -  | Melis Gürkaynak      | C     | 20 aprile 1990   | Galatasaray   |
| -  | Asuman Karakoyun     | P     | 16 luglio 1990   | Eczacıbaşı    |
| -  | Polen Uslupehlivan   | S/O   | 27 agosto 1990   | VakıfBank GS  |
| -  | Özge Kırdar          | P     | 26 giugno 1985   | VakıfBank GS  |